# 오시타 히로시
오시타 히로시(일본어: 大下 弘, 1922년 12월 15일 ~ 1979년 5월 23일)는 일본의 전 프로 야구 선수이자 야구 지도자이다.
푸른 배트의 오시타(青バットの大下)로써 붉은 배트(赤バット)의 가와카미 데쓰하루, 빨래장대의 호걸(物干し竿) 후지무라 후미오와 함께 종전 직후의 일본 프로 야구계를 대표하는 존재였다. 특히 소년들로부터의 인기는 절대적이었으며 당시 프로 야구 최고의 슈퍼 스타였다. 1980년에 야구 명예의 전당에 입성했다.

## 내력

### 프로 입단 전
효고현 고베시 태생으로 1936년 타이완의 가오슝시로 이전했다. 1940년 3월 가오슝 상업학교를 졸업하고 1940년 4월 메이지 대학 예과에 진학했다. 1943년에는 전쟁 국면의 악화로 리그가 중단되었다. 같은 해 5월 23일 릿쿄 대학과의 사이에서 열린 전쟁 이전 최후의 경기에도 참가했다. 당시 팀의 주장은 시마 세이이치로 오시마와 시마의 타격 폼의 비슷함을 주장하는 이야기도 있다. 같은 해 학도병으로 출전했으며 육군 소위로 사이타마 현 도요오카에 있는 육군항공사관학교에서 종전을 맞이했다. 종전 후에는 메이지 대학에 복학했다.

### 프로 입단 후
전후 프로 야구의 재개와 동시에 신설 구단인 세네터스에 입단해 1945년 11월에 열린 동서 대항전에서 전후 최초로 담장을 넘어가는 홈런을 기록했다. 1946년에는 20홈런을 기록했는데 당해 리그 홈런 수가 211개로 전체 홈런의 약 10%를 혼자 기록한 것이 되었다. 한편 20홈런 중 스무번 째를 제외한 모든 홈런이 우측 담장을 넘기는 홈런으로 극단적인 풀 히터였다. 또한 변화구에 약해 속구만을 쳐내기 위해 공격적으로 타석에 섰기 때문에 삼진도 80개나 기록했다. 20호 홈런이 가까워질 때마다 야구장에서 관중들과 보도진들이 목을 높여 20호 홈런의 달성을 기다리기도 했다. 오시타의 출현은 패전에 시달리고 있던 국민들에게 기쁨을 주어 전무후무한 홈런 붐을 일으켰는데, 이 홈런 붐은 당시 리그를 대표하던 타자 가와카미 데쓰하루 조차 홈런을 노리는 타격 폼으로 변경할 정도였다.
1947년 시즌부터 배트에 푸른색 라커로 도장한 푸른색 방망이를 사용, 홈런을 연발해 빨간 배트를 사용하던 가와카미와 함께 큰 붐을 일으켰다. 1947년에 수위 타자와 홈런왕의 2관왕에 올랐다. '푸른 배트'는 가와카미의 '붉은 배트'에 대항하는 의미로 나미키 미치코의 〈사과의 노래〉의 '붉은 사과에 (중략) 푸른 하늘'에서 푸른색 스프레이로 오시타 본인이 직접 염색했는데 배트의 나무 부분이 색이 비쳐 초록색에 가까웠다. 또한 칠하는 방법이 좋지 못해 공에 페인트가 붙어 심판 측에서 불만이 나와 사용을 금지당했다.
1948년 6월 1일 대 주니치 드래곤스 전에서 대나무 배트를 사용하며 5타수 3안타의 맹타로 대활약했다. 하지만 목제가 아닌 배트로 타격을 하는 것은 규칙 위반이었기 때문에 이것이 발각되에 100엔의 벌금을 냈다. 일본 프로 야구에서는 위반 배트의 사용시 주의 또는 사용 금지로 규정이 되어 있어 실제로 처분이 내려진 것은 오시타의 사례가 유일하다.
1949년 8월 18일 삿포로 시 마루야마 구장에서 일본 프로 야구 최장거리 기록인 추정 비거리 170m의 홈런을 기록했다. 같은 해 다이요 로빈스와의 경기에서 일본 프로 야구 사상 유일한 7타수 7안타를 기록했다. 1951년에는 당시 최고 기록인 타율 .383으로 수위 타자와 홈런왕 2관을 달성했다. 같은 해 리그 2위 타율은 가게야마 가즈오의 타율 .31463으로 타율 차이 .68543은 일본 프로 야구 역대 1위의 기록이다.
오시타의 어머니는 필로폰 중독을 앓고 있었으며 구단에서 가불한 금액이 상당 부분 어머니의 약값으로 쓰인 것으로 알려져 있다. 구단과 금전 면에서 불화가 생겨 1952년에는 주변을 말려들게 한 퇴단 소동(이른바 '오시타 소동')으로 시즌 시작 이후 니시테쓰 라이온스로 트레이드 이적했다. 이적 이후 고라쿠엔 구장의 도큐 팬들로부터 조롱을 받은 오시타는 출루한 1루에서 관중석을 향해 고개를 꾸벅 숙였고 이에 도큐 팬들은 침묵할 수 밖에 없었다. 또한 헤이와다이 사건 당시 폭행을 당해 피투성이가 되었음에도 관중들을 제지하려 했던 점을 인정받아 노구치 마사아키와 함께 연맹 표창을 수상했다. 덧붙여 오시타의 트레이드 상대였던 후카미 야스히로는 25개의 홈런을 기록하며 홈런왕을 차지해 홈런왕이 프로 야구 사상 유일하게 두 팀에 재적한 홈런왕이 되었다.
1954년 래리 레인즈에 이어 리그 2위 타율인 .321을 기록하며 팀의 우승에 기여했고 MVP를 수상했다. 니시테쓰는 1956년부터 1958년까지 일본 시리즈 3연패를 달성했다. 오시타는 4번 타자로 이나오 가즈히사, 나카니시 후토시, 도요다 야스미쓰와 함께 니시테쓰의 황금 세대를 구축했다. 1959년에 은퇴했다.
현역 당시의 등번호는 세네타스 시대 이후 일관적으로 3번이었다. 이 번호는 니시테쓰는 임시 결번이었지만 오시타가 도에이의 감독으로 취임한 후 주니치에서 이적한 히로노 이사오가 9년 만에 이 등번호를 부여받았다.

### 은퇴 후
은퇴 이후에는 NHK의 야구 해설자, 한큐 브레이브스의 타격 코치를 맡았지만 1년 만에 해임되었다. 2년 계약을 맺어 이듬해에 기술 고문이란 직책으로 구단에 남아있었으나 전혀 대우를 받지 못했고 때로는 차 끓이기 등의 잡일도 도맡았다고 한다. 이후에는 간사이 TV·후지 TV의 해설자를 지냈다.
1968년 도큐의 후신인 도에이의 감독으로 취임했다. 감독 시절에는 '사인 없음. 벌금 없음. 통금 시간 없음'의 '삼무주의'를 내걸었으나(사실은 오너였던 오카와 히로시의 제안으로 실행한 방안이었다) 팀은 최하위에 머물며 시즌 도중에 해임되었고 이이지마 시게야 2군 감독이 감독 대행이 되었다. 당시에는 선수에게 "~씨"을 붙여 불렀고 기용하지 않은 선수에게 "면목 없다"고 사과하는 등 사람 좋은 점으로 애수의 길을 열은 존재로 여겨졌다. 주포인 하리모토 이사오가 미즈하라 시게루 감독의 동조자로 지목되어 있었기 때문에 "하리 씨, 협력해 달라"고 자주 호소했다. 그러나 "협력하지 않는 것은 오해다"라는 애매한 말 밖에 돌아오지 않아 하리모토의 눈 앞에서 와키자시를 꺼내고 자신의 팔의 동맥을 잘라내며 "내 기분이다! 알아줘!"라고 소란을 피우는 사건이 일어났다. 하리모토는 후에 자신의 저서에서 '오시타 씨는 순수무구해 깨끗함과 아름다움이 엄청났다. 말하자면 감독이 되면 안 될 사람이었다'고 밝히고 있다.
1974년부터 1975년까지 다이요 웨일스의 타격 코치를 맡아 나가사키 게이이치, 야마시타 다이스케 등을 일류 선수로 성장시켰다. 당시 오시타 부부는 도쿄도 세타가야구에 살고 있었지만 다이요 퇴단 후 야구가 번성한 지바현의 땅을 마음에 들어해 지바 시 이나게 식물원의 마루베니 파미유 하이츠로 이사했다.
프로 야구계에서 은퇴한 후 소년 야구 발전에 노력해 자신의 단지 내 아이들을 모아 지바 파미유스의 감독으로 고시엔에 출전한 선수들(이와쿠라 고등학교의 선수들)을 키워냈다. 소년 야구 팀 오시타 라이어스(현재의 지바 시 주오 구 오모리 라이어스), 후지 TV 여자 야구 팀 뉴 양키스, 요코하마 혼모쿠 리틀 리그의 감독 등을 역임했다.
1978년 6월 도쿄 도 스미다 공원에서 소년 야구 지도를 하던 중 쓰러져 집에서 며칠 요양했지만 국립 지바 병원에서 정밀 진단을 받은 결과 뇌혈전을 진단받았다. 좌반신의 마비의 후유증이 남아 있어 이사와 온천 등에서 재활에 전념했으나 마비가 왔던 쪽 수족이 불구가 되었고 자택에서 요양 생활을 하게 되었다.
1979년 5월 23일 새벽, 뇌혈전으로 요양하던 중 사망했다. 향년 56세. 사망 이듬해인 1980년에 고즈루 마코토, 치바 시게루와 함께 야구 명예의 전당에 입성했다. 사망 당시에는 사인이 '뇌혈전의 후유증으로 인한 심근경색'으로 보도되었으나 이후에 치사량의 수면제를 복용했던 것이 헨미 준과 구와하라 이에토시의 저서에서 밝혀졌다.

## 상세 정보

### 출신 학교
- 가오슝 상업학교
- 메이지 대학

### 선수 경력
- 세네터스·도큐 플라이어스·규에이 플라이어스·도큐 플라이어스(1946년 ~ 1951년)
- 니시테쓰 라이온스(1952년 ~ 1959년)

### 지도자·기타 경력
- 한큐 브레이브스 타격 코치(1961년)
- 도에이 플라이어스 감독(1968년)
- 다이요 웨일스 타격 코치(1974년 ~ 1975년)

### 수상·타이틀 경력

#### 타이틀
- 수위 타자 : 3회(1947년, 1950년, 1951년)
- 홈런왕 : 3회(1946년, 1947년, 1951년)
- 최다 안타(당시는 타이틀은 아님) : 1회(1947년) ※1994년부터 타이틀로 제정됨

#### 수상
- MVP : 1회(1954년)
- 베스트 나인 : 8회(1947년, 1949년 ~ 1954년, 1957년)
- 일본 시리즈 MVP : 1회(1957년)
- 일본 시리즈 감투상 : 1회(1954년)
- 일본 시리즈 수위 타자상 : 1회(1957년)
- 올스타전 MVP : 1회(1957년 1차전)
- 일본 야구 명예의 전당 헌액자(1980년)

### 개인 기록
- 1경기 7안타(1949년 11월 19일) ※일본 기록
- 사이클링 히트 : 1회(1954년 7월 15일, 대 한큐 브레이브스 전, 헤이와다이 구장) ※역대 10번째, 끝내기 홈런은 역대 최초[1]
- 올스타전 출전 : 6회(1951년 ~ 1955년, 1957년)
- 통산 1000경기 출장 : 1954년 6월 2일 ※역대 27번째
- 4경기 연속 홈런 : 1949년 8월 25일 ~ 28일(달성 당시 역대 2위 기록) 한때 단일 리그 시대의 일본 프로 야구 기록이었으나 1972년에 나카지마 하루야스의 6경기 연속 기록이 발견됨[2]

### 등번호
- 3(1946년 ~ 1959년, 1968년)
- 1(1961년)
- 30(1974년 ~ 1975년)

### 연도별 타격 성적
| 연 도       | 소 속                     | 경 기 | 타 석 | 타 수 | 득 점 | 안 타 | 2 루 타 | 3 루 타 | 홈 런 | 루 타 | 타 점 | 도 루 | 도 루 자 | 희 생 번 | 희 생 플 | 볼 넷 | 고 4 | 사 구 | 삼 진 | 병 살 타 | 타 율 | 출 루 율 | 장 타 율 | O P S |
| ----------- | ------------------------- | ----- | ----- | ----- | ----- | ----- | ------- | ------- | ----- | ----- | ----- | ----- | -------- | -------- | -------- | ----- | ---- | ----- | ----- | -------- | ----- | -------- | -------- | ----- |
| 1946년      | 세네터스 도큐 규에이 도큐 | 104   | 448   | 395   | 59    | 111   | 17      | 9       | 20    | 206   | 74    | 16    | 4        | 0        | --       | 49    | --   | 4     | 80    | --       | .281  | .366     | .522     | .888  |
| 1947년      | 세네터스 도큐 규에이 도큐 | 117   | 486   | 435   | 59    | 137   | 23      | 11      | 17    | 233   | 63    | 12    | 9        | 0        | --       | 47    | --   | 4     | 50    | --       | .315  | .387     | .536     | .922  |
| 948년       | 세네터스 도큐 규에이 도큐 | 133   | 539   | 496   | 50    | 132   | 19      | 4       | 16    | 207   | 72    | 26    | 7        | 0        | --       | 42    | --   | 1     | 55    | --       | .266  | .325     | .417     | .742  |
| 1949년      | 세네터스 도큐 규에이 도큐 | 130   | 540   | 476   | 95    | 145   | 29      | 5       | 38    | 298   | 102   | 27    | 10       | 0        | --       | 58    | --   | 6     | 59    | --       | .305  | .387     | .626     | 1.013 |
| 1950년      | 세네터스 도큐 규에이 도큐 | 106   | 460   | 401   | 59    | 136   | 29      | 6       | 13    | 216   | 72    | 18    | 11       | 1        | --       | 54    | --   | 4     | 43    | 8        | .339  | .423     | .539     | .961  |
| 1951년      | 세네터스 도큐 규에이 도큐 | 89    | 371   | 321   | 56    | 123   | 15      | 5       | 26    | 226   | 63    | 5     | 7        | 1        | --       | 47    | --   | 2     | 18    | 4        | .383  | .465     | .704     | 1.169 |
| 1952년      | 니시테쓰                  | 99    | 403   | 355   | 61    | 109   | 25      | 3       | 13    | 179   | 59    | 9     | 6        | 1        | --       | 45    | --   | 2     | 31    | 5        | .307  | .388     | .504     | .892  |
| 1953년      | 니시테쓰                  | 114   | 474   | 443   | 60    | 136   | 29      | 6       | 12    | 213   | 61    | 8     | 6        | 5        | --       | 24    | --   | 1     | 43    | 5        | .307  | .344     | .481     | .825  |
| 1954년      | 니시테쓰                  | 138   | 575   | 514   | 76    | 165   | 33      | 6       | 22    | 276   | 88    | 11    | 9        | 4        | 3        | 52    | --   | 2     | 50    | 6        | .321  | .386     | .537     | .923  |
| 1955년      | 니시테쓰                  | 139   | 524   | 469   | 74    | 141   | 21      | 5       | 12    | 208   | 63    | 7     | 3        | 5        | 6        | 44    | 7    | 0     | 55    | 6        | .301  | .361     | .443     | .804  |
| 1956년      | 니시테쓰                  | 115   | 382   | 347   | 31    | 90    | 14      | 2       | 4     | 120   | 52    | 3     | 4        | 5        | 8        | 21    | 5    | 1     | 31    | 7        | .259  | .304     | .346     | .649  |
| 1957년      | 니시테쓰                  | 111   | 430   | 395   | 44    | 121   | 23      | 2       | 4     | 160   | 55    | 2     | 4        | 4        | 2        | 26    | 7    | 3     | 43    | 4        | .306  | .354     | .405     | .759  |
| 1958년      | 니시테쓰                  | 62    | 212   | 199   | 19    | 44    | 6       | 2       | 1     | 57    | 10    | 1     | 3        | 1        | 0        | 12    | 1    | 0     | 19    | 5        | .221  | .265     | .286     | .552  |
| 1959년      | 니시테쓰                  | 90    | 277   | 254   | 20    | 77    | 10      | 0       | 3     | 96    | 27    | 1     | 3        | 4        | 3        | 14    | 2    | 2     | 31    | 6        | .303  | .344     | .378     | .722  |
| 통산 : 14년 | 통산 : 14년               | 1547  | 6121  | 5500  | 763   | 1667  | 293     | 66      | 201   | 2695  | 861   | 146   | 86       | 31       | 22       | 535   | 22   | 32    | 608   | 56       | .303  | .368     | .490     | .858  |

- 굵은 글씨는 시즌 최고 성적
- 세네터스는 1947년 도큐(도큐 플라이어스), 1948년 규에이(규에이 플라이어스)를 거쳐 1949년 다시 도큐(도큐 플라이어스)로 구단명을 변경함.

### 연도별 투수 성적
| 연 도      | 소 속         | 등 판 | 선 발 | 완 투 | 완 봉 | 무 4 구 | 승 리 | 패 전 | 세 이 브 | 홀 드 | 승 률 | 타 자 | 이 닝 | 피 안 타 | 피 홈 런 | 볼 넷 | 고 4 | 몸 맞 | 탈 삼 진 | 폭 투 | 보 크 | 실 점 | 자 책 점 | 평 자 책 | W H I P |
| ---------- | ------------- | ----- | ----- | ----- | ----- | ------- | ----- | ----- | -------- | ----- | ----- | ----- | ----- | -------- | -------- | ----- | ---- | ----- | -------- | ----- | ----- | ----- | -------- | -------- | ------- |
| 1946년     | 세네터스 도큐 | 7     | 3     | 1     | 0     | 0       | 0     | 1     | --       | --    | .000  | 100   | 20.1  | 20       | 0        | 17    | --   | 0     | 8        | 0     | 0     | 11    | 9        | 3.86     | 1.82    |
| 1947년     | 세네터스 도큐 | 1     | 1     | 0     | 0     | 0       | 0     | 1     | --       | --    | .000  | 12    | 2.1   | 2        | 0        | 3     | --   | 0     | 1        | 0     | 0     | 4     | 3        | 9.00     | 2.14    |
| 통산 : 2년 | 통산 : 2년    | 8     | 4     | 1     | 0     | 0       | 0     | 2     | --       | --    | .000  | 112   | 22.2  | 22       | 0        | 20    | --   | 0     | 9        | 0     | 0     | 15    | 12       | 4.70     | 1.85    |

- 세네터스는 1947년 도큐(도큐 플라이어스)로 구단명을 변경함.

## 같이 보기
- 일본 프로 야구